# Amegilla kershawi
Amegilla kershawi là một loài Hymenoptera trong họ Apidae. Loài này được Rayment mô tả khoa học năm 1944.